# Fiori e fango
Fiori e fango è un singolo del rapper italiano Mondo Marcio, pubblicato il 17 giugno 2022 come primo estratto dal nono album in studio Magico.

## Descrizione
Il singolo ha visto la partecipazione della cantante italiana Arisa, riguardo alla quale il rapper ha dichiarato:

## Video musicale
Il video, diretto da Nikolaj Corradinov, è stato reso disponibile il 23 giugno 2022 attraverso il canale YouTube del rapper.

## Tracce
1. Fiori e fango (feat. Arisa) – 3:15